# Manchot Adélie
Pour les articles homonymes, voir Adélie et Manchot.
Pygoscelis adeliae
Espèce
Statut de conservation UICN

 LC  : Préoccupation mineure
Le Manchot Adélie (Pygoscelis adeliae) est une espèce d'oiseaux Sphenisciformes vivant en Antarctique. C'est une des trois espèces du genre Pygoscelis et une des rares espèces de manchots à avoir un plumage de queue saillant, ce qui lui a valu le surnom de « manchot à longue queue ».

## Histoire
En 1840, les naturalistes Jacques Bernard Hombron et Honoré Jacquinot ont récolté les premiers spécimens de cette espèce en terre Adélie, d'où son nom, au cours de l'expédition Dumont d'Urville.

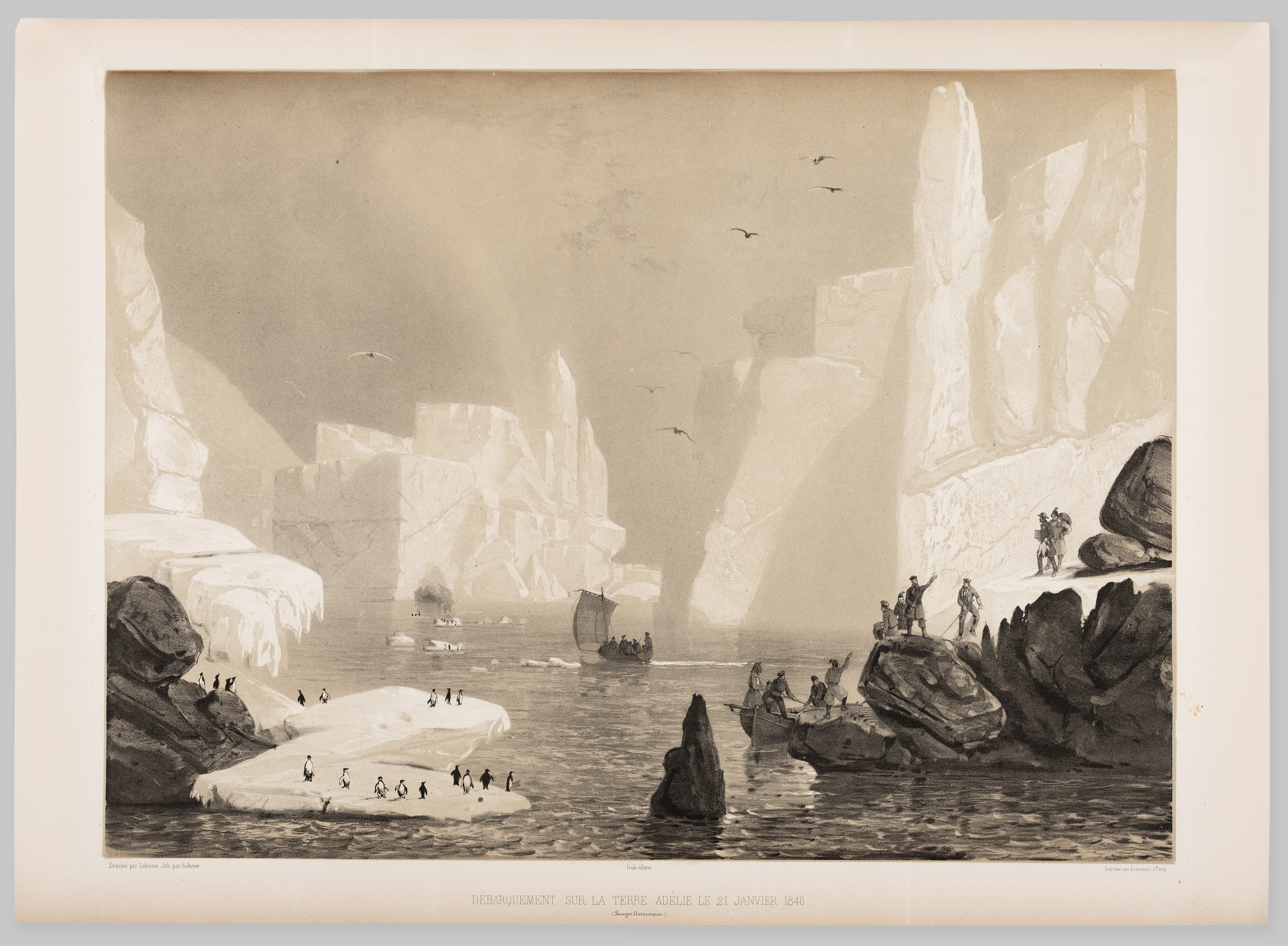
Lithographie de 1846 présentant le débarquement sur la Terre Adélie le 22 janvier 1840. Au premier plan sont représentés des Manchots Adélie.

## Description
Le manchot Adélie pèse entre 3,2  et   3,5 kg en temps normal, mais il peut atteindre 7 kg (mâle) ou 6,5 kg (femelle) en accumulant de la graisse sous-cutanée au moment de la reproduction et de la mue. Il mesure entre 60 et 70 cm, dans la moyenne des espèces de manchots. Le dimorphisme sexuel est peu prononcé, mais les mâles sont légèrement plus grands que les femelles.
Son poids est compris entre 3,8  et   6,8 kg pour une taille de 75 cm.
Les adultes portent un plumage blanc à la gorge, le ventre et sous les nageoires. Ils ont aussi des cercles orbitaux de cette couleur. Le reste du plumage est noir bleuté après la mue, puis noir de jais. Ils possèdent une petite crête érectile, un bec noir largement emplumé et une longue queue.
Par rapport aux adultes, les juvéniles présentent un plumage blanc sous la tête qu'ils gardent jusqu'à leur première mue vers 14 mois. Les poussins portent un plumage bleuté alors que les juvéniles de l'année précédente le portent noir. Les cercles orbitaux ne sont pas marqués.

## Écologie et comportement
Le manchot Adélie est un animal marin ; il passe environ 90 % de sa vie dans l'eau. En mer, ils vivent en groupes composés de 5  à   10 individus sauf à proximité des colonies pendant la période de reproduction. Entre l'automne et le printemps, ils passent la plupart de leur temps à se reposer sur des floes et ne passent que quelques heures à la recherche de nourriture.
Au printemps, ils pêchent plus afin de faire une provision de graisse pour la migration et la reproduction. De même, à l'automne, ils se nourrissent plus que d'ordinaire avant leur mue annuelle.

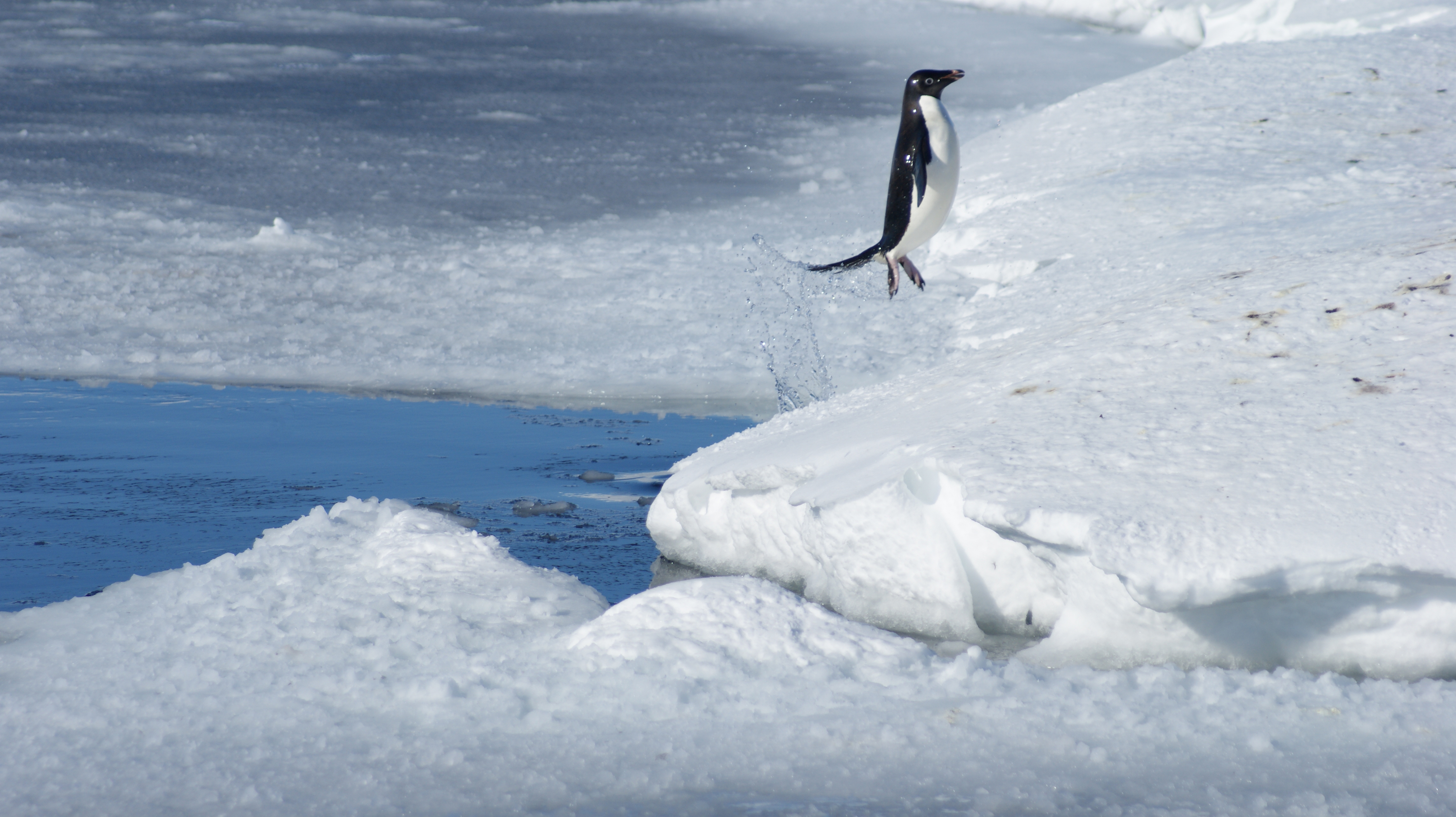
Sortie de l'eau en sautant d'un manchot Adélie.

Les manchots Adélie nagent à une vitesse d'environ 7 km/h, mais ils sont capables d'atteindre brièvement le triple de cette vitesse. Ils nagent entre 3  et   5 mètres de profondeur à l'aide de leurs nageoires et font surface régulièrement (plusieurs centaines de mètres) pour respirer. Lorsqu'ils rentrent à terre, ils font surface plus souvent afin de trouver un endroit où accoster. Quand il n'y a pas de plage, ils peuvent atteindre des rebords de 2 m en accélérant rapidement. En marchant, ils atteignent une vitesse de 2 km/h en comptant les pauses prises pour se reposer. Ils peuvent aussi glisser sur leur ventre quand il y a de la glace en poussant avec leurs pattes. Si le vent souffle dans leur dos, ils peuvent en profiter pour atteindre des vitesses supérieures à celle de leur marche.
Au sein d'une métapopulation présumée, les sous-populations de ce manchot doivent constamment s'adapter aux fluctuations (naturelles ou anthropiques, en lien avec la surpêche) de sa nourriture et des glaces.
Durant l'holocène (depuis la fin de la dernière glaciation), cette espèce s'est adaptée aux changements de niveau de la mer et a dû changer de régime alimentaire. Elle pourrait se montrer sensible ou vulnérable à un changement climatique trop brutal.

### Reproduction

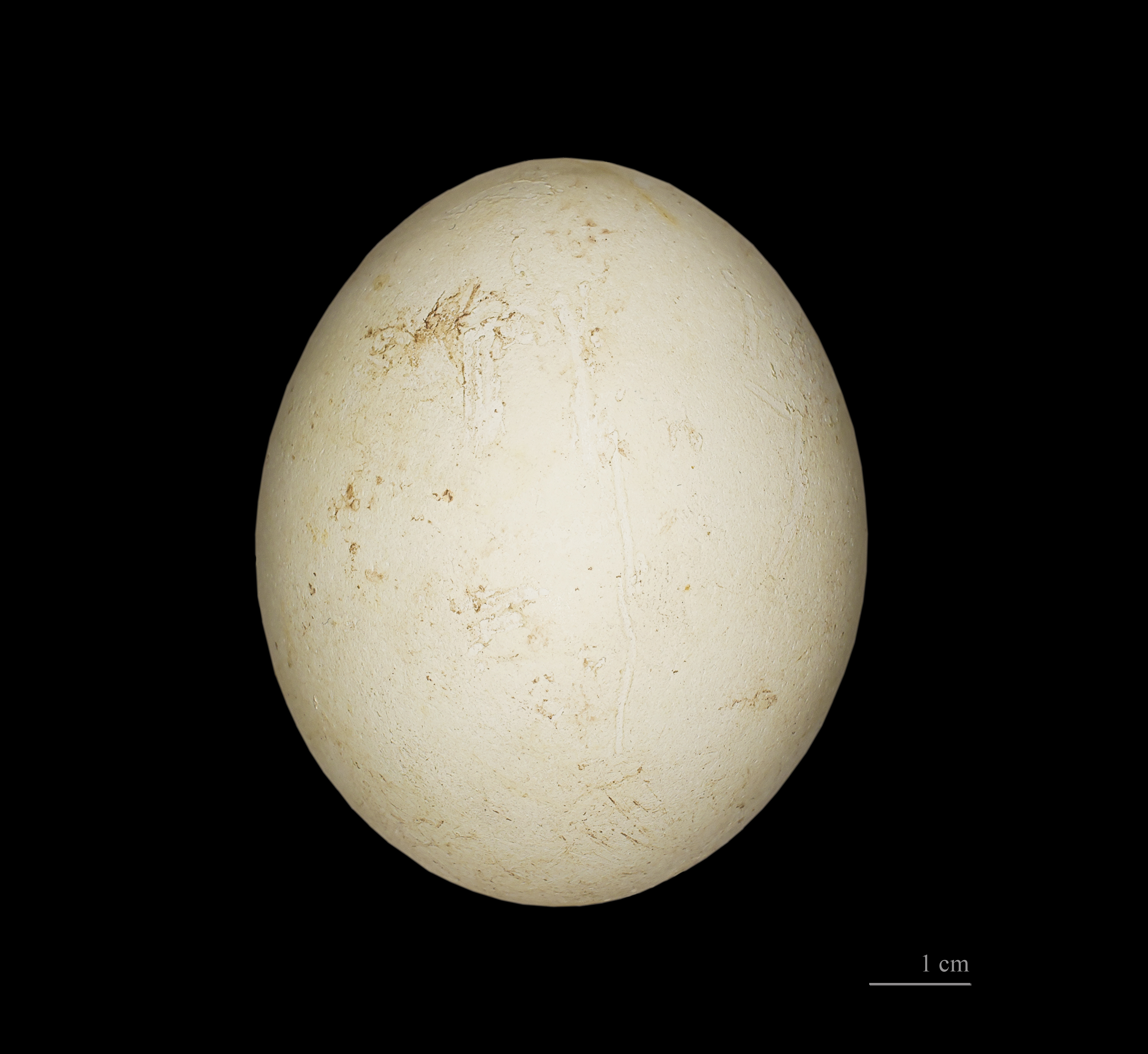
Œuf de Pygoscelis adeliae conservé au Muséum de Toulouse.

Selon la latitude, les dates d'extension des glaces, la date de formation des colonies varie. Aux basses latitudes (60° S), la reproduction commence vers la fin de septembre tandis qu'aux grandes latitudes (78° S) elle commence à la mi-octobre. La durée de la reproduction est d'environ 125 jours. La fenêtre de temps favorable est beaucoup plus courte aux grandes latitudes. Les plus vieux individus arrivent les premiers. Tous les manchots arrivant après la mi-novembre ne se reproduisent pas. Les femelles commencent à se reproduire entre 3  et   7 ans ; les mâles commencent entre 4  et   8 ans. La proportion d'oiseaux à se reproduire est maximale à 6 ans pour les femelles et 7 ans pour les mâles avec un taux d'environ 85 %. Généralement, les manchots ne se reproduisent pas lors de leur première visite d'une colonie, mais ils attendent l'année suivante pour acquérir l'expérience nécessaire.
Les nids sont construits avec des galets sur des crêtes rocheuses afin d'empêcher que les œufs soient en contact avec de l'eau. La pondaison commence entre le 1er et le 7 novembre selon la latitude. Elle est synchronisée au sein de la colonie ; la majorité des pondaisons ont lieu dans un intervalle de dix jours. Une couvée comporte habituellement deux œufs, sauf chez les retardataires qui n'en pondent généralement qu'un. Les femelles âgées pondent plus tôt que les jeunes. Les deux parents se partagent la couvaison ; les mâles y passent quelques jours de plus que les femelles. Une fois les œufs éclos, ils se partagent équitablement la tâche de nourrir les poussins.
Les poussins pèsent environ 85 g à la naissance et sont recouverts de duvet. Au début, un des parents surveille en permanence ses poussins tandis que le deuxième va chercher de la nourriture. Au bout de trois semaines, les besoins en nourriture des poussins deviennent trop importants et les deux parents doivent s'en charger en même temps. Les poussins se regroupent près de leur colonie en crèches. Ils reviennent aux nids quand l'un de leurs parents, de retour, les appelle. Ils atteignent leur masse adulte entre leur 40e et 45e jour et ils commencent à remplacer leur duvet par des plumes. Ils deviennent indépendants de leurs parents vers l'âge de 50 jours. Le taux moyen de jeunes à atteindre cet âge est de 0,9 poussin par paire.
La période de reproduction est suivie de la mue des adultes. Pendant une durée de deux ou trois semaines, ils ne vont plus dans l'eau ; ils doivent donc faire des provisions de graisse substantielles. Ils passent ce temps sur des floes ou sur le lieu de leur colonie
Il semblerait que le manchot Adélie possède des penchants sexuels extrêmes. George Murray Levick a autocensuré les découvertes qu'il fit sur ce sujet, lors du séjour de l'expédition Scott dans l'Antarctique de 1910 à 1913,. Levick, qui est à ce jour le seul scientifique à avoir étudié le cycle complet de reproduction des manchots, a constaté que ces animaux, pendant la période de reproduction, s'accouplent avec tout ce qu'ils trouvent : de la femelle décédée jusqu'au poussin qu'ils finissent souvent par tuer.

### Alimentation
Durant la période de la reproduction, les manchots se nourrissent principalement de krill antarctique et de calandre antarctique. Plus les colonies sont proches du plateau continental, plus le krill est prédominant dans l'alimentation. Durant l'hiver, les manchots vivent dans les eaux au nord du cercle Antarctique, près de la bordure de la banquise. La durée du jour y est plus longue et le régime alimentaire plus varié que près du continent. On y trouve notamment le krill antarctique, diverses espèces de poissons lanternes (en particulier Electrona antarctica (en)) et des calmars (dont le calmar des glaces). Les manchots Adélie sont d'excellents plongeurs et sont capables de retenir leur respiration plus longtemps que la plupart des autres espèces de manchots. Les plongées à la recherche de nourriture durent en moyenne entre 115 et 230 secondes. La profondeur de la plongée est usuellement entre 30 et 60 m, ils sont capables de descendre en dessous de 170 m.
Pendant la reproduction, quand les parents doivent nourrir leurs poussins, ils plongent en continu pendant 2  à   4 heures, se reposent puis recommencent. Ils rentrent au nid avec jusqu'à 1 kg pour leurs poussins. Comme ils vivent en colonies, les manchots doivent s'éloigner de la colonie pour chercher leur nourriture afin de pallier la compétition et la disparition des proies aux environs. Dans le cas d'une petite colonie, les oiseaux peuvent s'éloigner d'une dizaine de kilomètres pour pêcher, mais dans les grandes colonies ils sont parfois obligés de parcourir jusqu'à 100 km.

### Particularités
Lors d'une excursion, le docteur George Murray Levick put observer le comportement parfois nécrophile, pédophile ou homosexuel des manchots, qui sont de plus capables d'organiser des viols en réunion. Certaines femelles ont mis au point une stratégie que d’aucuns qualifient de prostitution, constituant à échanger un rapport sexuel avec un mâle qui lui est étranger contre une pierre, rare dans l'environnement des manchots, pour compléter le nid de son couple.
Comme dans le cas de nombreux autres oiseaux marins, ses excréments riches en minéraux et oligoéléments, sont à l'origine de sols dits ornithogéniques.

### Prédateurs

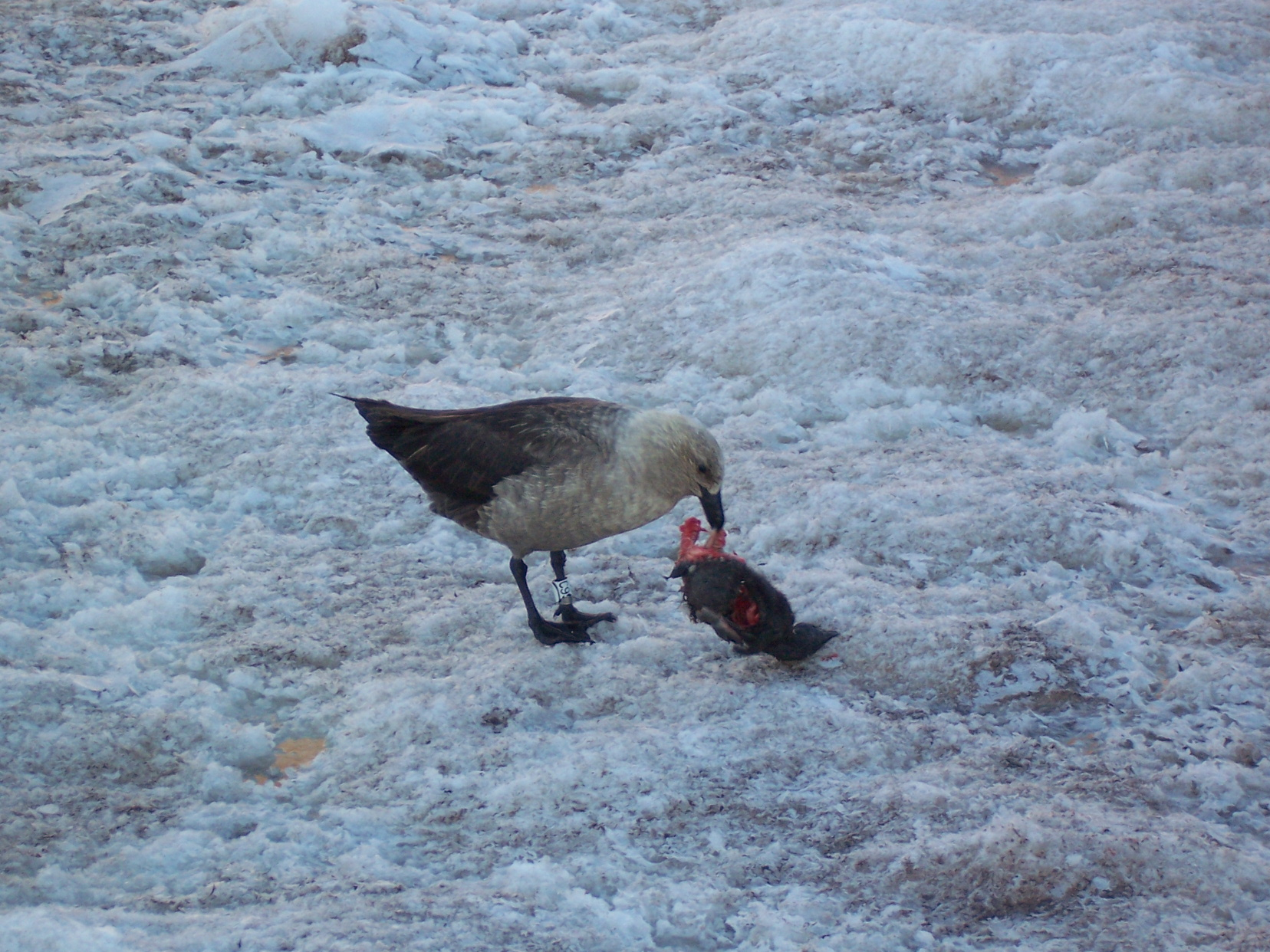
Labbe se nourrissant d'un poussin Adélie.

Sur terre, les manchots Adélie ne subissent pas de prédation une fois atteint l'âge adulte. En revanche, leurs œufs et les juvéniles sont la proie des labbes. Ceux-ci prennent pour cibles les plus petits poussins, surtout lorsqu’ils sont isolés du reste de la colonie.
Dans l'eau, les plus grands prédateurs des manchots sont les léopards de mer. Les manchots étant généralement capable d'échapper aux léopards de mer en eau libre, ces derniers se placent en embuscade au bord de la banquise ou de plages près des colonies et attrapent les manchots lorsqu'ils passent à proximité ou lorsqu'ils retombent dans l'eau après une tentative avortée pour se hisser hors de l'eau. Ils se cachent aussi sous la glace aux endroits où elle est la plus fine afin d'attraper les manchots marchant au-dessus d'eux. En conséquence, les manchots se montrent généralement méfiants en présence de fractures dans la glace et avant de plonger dans la mer.

## Distribution et habitat

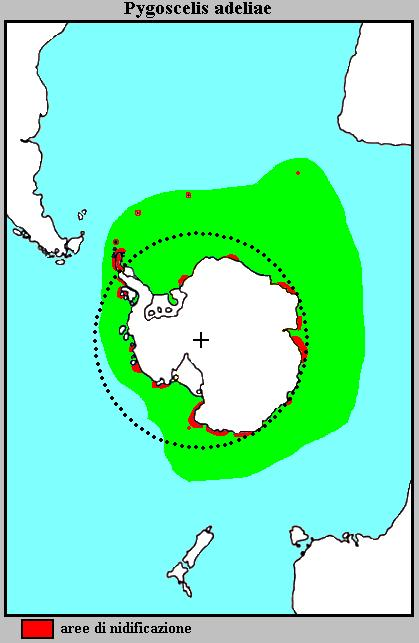
Océan Austral, Antarctique (en rouge, zones de nidification).

L'espèce est présente et commune sur toute la côte antarctique et les îles voisines (Shetland du Sud, Orcades du Sud, Sandwich du Sud, Bouvet, Pierre 1er et Balleny). La population totale de l'espèce était estimée à environ 2 445 000 couples répartis sur 161 colonies auxquels il faut rajouter les oiseaux ne se reproduisant pas. L'île de Ross abrite une colonie d'un million d'individus environ et l'île Paulet une de deux cent mille. Ces dernières décennies, l'espèce a profité du recul des glaces et de l'augmentation de la taille des polynies (des zones libres de glace grâce aux vents ou aux courants) qui leur facilitent l'accès à la mer (et donc à leur nourriture) et la nidification. Cependant, dans les zones les plus au nord, le recul des glaces a pour conséquence le remplacement du manchot Adélie par d'autres espèces.
Du point de vue génétique, il existe deux populations de l'espèce. L'une d'elles réside exclusivement sur l'île de Ross tandis que la seconde est répartie dans tout l’Antarctique. Le fait que l'espèce perde ses tendances philopatriques quand les conditions météorologiques ne sont pas clémentes permet à l'espèce de garder une mixité génétique plus élevée que celle des autres espèces d'oiseaux marins.
Au moment de la reproduction, les manchots établissent leurs colonies sur des terrains disposant d'un accès facile à la mer et non recouverts par la glace afin de pouvoir trouver les galets qu'ils utilisent pour leurs nids. Une colonie peut être composée de quelques dizaines de couples jusqu'à plusieurs centaines de milliers. Six colonies dépassent les 200 000 individus. La population des colonies comprend aussi des individus ne se reproduisant pas (environ 30 %) comme les jeunes de l'année précédente.

## Taxinomie
Le manchot Adélie est l'une des trois espèces du genre Pygoscelis. Des études s'appuyant sur l'étude de l'ADN du noyau et des mitochondries suggèrent que ce genre s'est séparé des autres espèces de manchots il y a environ 38 millions d'années, environ 2 millions d'années après les ancêtres du genre Aptenodytes. Les manchots Adélie se séparèrent des autres membres de ce genre il y a environ 19 millions d'années .

## Menaces et protection
Des traces de DDT, insecticide à très longue durée de vie, ont été retrouvées en 1964 dans certains tissus - foie et graisse - de manchots Adélie d'Antarctique. En s’introduisant dans la chaine alimentaire par le biais des poissons, les manchots mais également de grands prédateurs et même l’homme sont touchés. L'utilisation de pesticides tel le DDT est interdite dans la plupart des pays mais, très persistant, il est transporté par les courants jusqu’en Antarctique. Alors que la quantité de DDT est infime dans l’eau, cette dose se multiplie par 12 000 dans la chair des poissons herbivores, par 30 000 dans celle des poissons carnivores, et par 60 000 à 500 000 chez les oiseaux mangeurs de poissons. le taux de concentration qu’ils présentent ne
nuit pas à leur santé.
En raison de l’étendue inhabituelle de la banquise, les parents manchots sont contraints d’aller chercher plus loin leur nourriture. Des chercheurs du CNRS français, soutenus par le Fonds mondial pour la nature (WWF), étudient depuis 2010 une colonie de 18 000 couples de manchots Adélie dans l’est de l’Antarctique et ils ont découvert qu'en 2017 des milliers de poussins manchots Adélie sont morts de faim dans l’Antarctique. Seulement deux poussins ont survécu après la dernière saison de reproduction datant de début 2017[réf. souhaitée].
En 2018, selon des images aériennes et satellitaires, environ 750 000 couples reproducteurs vivraient dans les Îles Danger (nord-est de l'Antarctique) ce qui en fait un point chaud de biodiversité pour l'espèce alors que dans l'ouest les colonies déclinent rapidement en raison de la disparition de la glace de mer. Les îles du danger sont encore dans une zone peu affectée par le réchauffement ; des scientifiques suggèrent de les classer en aire marine protégée et refuge cette espèce et d'autres.